# باتافيا (منطقة)
باتافيا كان الاسم الذي استخدمته الإمبراطورية الرومانية لأرض الباتافيين، وهي قبيلة جرمانية. التي كانت تقريباً محيط مدينة نايميخن الحالية، هولندا. وقد جاء ذكرها في كتابات يوليوس قيصر، بليني الأكبر وخصوصاً تاسيتس في وصفه للانتفاضة الجرمانية 68، ولكن آخر ذكر لها كان في القرن الخامس. نفس المنطقة تعرف في الوقت الحاضر ببيتوفه.